# Дюмей, Трой
Трой Мэ́ттью Бек Дюме́й (англ. Troy Matthew Bek Dumais; 21 января 1980, Вентура, Калифорния, США) — американский прыгун в воду, бронзовый призёр летних Олимпийских игр 2012 года в синхронных прыжках с трамплина в паре с Кристианом Ипсеном, участник 4-х летних Олимпийских игр, пятикратный призёр чемпионатов мира, чемпион Панамериканских игр 2007 года.

## Спортивная биография
Трой Дюмей начал заниматься прыжками в воду с самого раннего детства. Ориентиром в тренировках для него являлся старший брат Джастин, с которым Трой очень долгое время выступал вместе в синхронных прыжках. Основной специализацией Дюмея стали прыжки с трамплина, именно здесь он завоевал все свои значимые награды. Уже в 18 лет Трой стал призёром чемпионата мира на метровом трамплине. Однако, спустя год врачи обнаружили у спортсмена камни в почках и Трой вынужден был временно приостановить спортивную карьеру. Тем не менее проблемы со здоровьем не помешали американскому спортсмену принять участие в летних Олимпийских играх 2000 года. В соревнованиях на трёхметровом трамплине Дюмей пробился в финал, где занял 6-е место. В синхронных прыжках Дюмей выступал в паре с Дэвидом Пихлером. До последнего прыжка американская пара соперничала за медали с хозяевами игр Ньюбери/Пулпар. Перед последним прыжком американцы отставали всего на три балла. Заключительным прыжком Дюмей и Пихлер смогли отыграть всего лишь 1,5 балла и остались на 4-м месте.
В 2004 году на летних Олимпийских играх в Афинах Трой вновь принял участие в двух дисциплинах прыжковой программы. В индивидуальных соревнованиях с трамплина Дюмей занял 6-е место. В синхронных прыжках партнёром Троя стал старший брат Джастин. После четырёх прыжков братья Дюмей занимали второе место, уступая только китайской паре Пэн Бо/Ван Кенань. Пятая попытка должна была решить какая из двух пар станет олимпийскими чемпионами, но обе пары свои прыжки провалили и откатились вниз. Американцы заняли 6-е место, а китайцы 8-е. В 2005 году братья Дюмей стали бронзовыми призёрами чемпионата мира. После этого Джастин принял решение временно прекратить профессиональную карьеру.
В 2007 году Дюмей завоевал золото Панамериканских игр в синхронных прыжках с трёхметрового трамплина в паре с Митчем Ричесоном. На летних Олимпийских играх 2008 года Дюмей принял участие только в индивидуальных прыжках с трамплина. Трой вышел в финал, но там не смог показать лучший результат и в четвёртый раз в своей карьере занял 6-е место в олимпийском финале. После окончания игр Дюмей стал выступать в паре с Кристианом Ипсеном.
Первым успехом американской пары стало серебро чемпионата мира 2009 года в Риме. В 2012 году Дюмей и Ипсен приняли участие в летних Олимпийских играх в Лондоне. В синхронных прыжках американские спортсмены долгое время занимали второе место, но, получив очень высокие оценки за заключительный прыжок, американскую пару обошли россияне Илья Захаров/Евгений Кузнецов, отодвинув Дюмея и Ипсена на третью строчку. Дюмей на своей четвёртой Олимпиаде смог наконец завоевать олимпийскую награду. В индивидуальных прыжках Дюмей пробился в финал, но смог занять лишь 5-е место.

## Личная жизнь
- Имеет трёх братьев - Джастин (род. 1978), Брайс (род. 1981), Дуайт (род. 1986) и сестру Лиэнн (род. 1984).
- Окончил Техасский университет в Остине.

## Интересные факты
В 2011 году на национальном чемпионате Дюмей и Ипсен выиграли соревнования в синхронных прыжках с трамплина, а третье место на чемпионате заняла пара Джастин Дюмей и Дуайт Дюмей.